# Richtlinien für die Anlage von Straßen – Querschnitt
Die Richtlinien für die Anlage von Straßen – Teil: Querschnitt (kurz RAS-Q) war ein in Deutschland gültiges technisches Regelwerk für den Bau und den Entwurf von Straßenquerschnitten in Deutschland. Sie wurden herausgegeben von der Forschungsgesellschaft für Straßen- und Verkehrswesen in Köln. Die letzte Ausgabe stammt aus dem Jahr 1996.
Die RAS-Q galt bis 2008 für alle Arten von Außerortsstraßen. Mit der Einführung der Richtlinien für die Anlage von Autobahnen (kurz RAA) im Jahr 2008 wurden zuerst die Autobahnquerschnitte neu geregelt. Im Jahr 2013 sind für die Landstraßenquerschnitte die Richtlinien für die Anlage von Landstraßen (kurz RAL) in Kraft getreten, so dass die RAS-Q komplett außer Kraft gesetzt sind.
In der Richtlinie wurden Breitenabmessungen unterschiedlicher Straßen oder deren Bestandteile festgelegt, wie etwa die der Fahrbahn sowie der Mittel- und Randstreifen und der Bankette. Dazu wurden feste  Regelquerschnitte definiert. Des Weiteren schlug sie, in Abhängigkeit von der Verkehrsbelastung, verschiedene Regelquerschnitte für den Ausbau einer Straße vor.

## Inhalt
Der Inhalt der RAS-Q gliedert sich in drei Abschnitte. Der erste Abschnitt dient als Einführung und zeigt den Geltungsbereich der Richtlinie auf. Im zweiten Abschnitt werden die Grundlagen für die Abmessungen der Bestandteile des Straßenquerschnitts definiert. Die Querschnittsgestaltung wird anschließend in Abschnitt drei behandelt.
Weiterhin befindet sich bei der Richtlinie noch ein Anhang. Dort werden unter anderem Festlegungen getroffen für den Nachweis der Verkehrsqualität und zu Zusatzfahrstreifen an Steigungsstrecken.

## Regelquerschnitte

### Einbahnige Regelquerschnitte
RQ 7,5 (Breite der befestigten Fläche beträgt 5,5 Meter)
Häufiger Querschnitt bei Ortsverbindungsstraßen oder Erschließungsstraßen in dünn besiedelten Gebieten. Leistungsfähigkeit reicht bis zu 3000 Fahrzeugen, davon 60 Lkw pro Tag.
RQ 9,5 (Breite der befestigten Fläche beträgt 6,5 Meter)
Standardquerschnitt für Landesstraßen mit einer Leistungsfähigkeit von bis zu 15.000 Fahrzeugen, davon 300 Lkw pro Tag.
RQ 10,5 (Breite der befestigten Fläche beträgt 7,5 Meter)
Wirtschaftlicher und leistungsfähiger Querschnitt, der in der Regel für Bundesstraßen verwendet wird. Bis zu 20.000 Fahrzeuge pro Tag können abgewickelt werden.
RQ 15,5 (Breite der befestigten Fläche beträgt 11,5 Meter)
Ähnlich wie RQ 10,5, jedoch mit einseitigem Zusatzfahrstreifen. Die Verkehrsqualität der Straße ist aufgrund der wechselseitigen Überholmöglichkeit besser und die Sicherheit wesentlich erhöht. In hügeligem Gelände können die Überholmöglichkeiten in Steigungen verlegt werden, so dass bei entsprechendem Gelände auch die Leistungsfähigkeit größer ist als bei RQ 10,5. Wird auch als 2+1-System bezeichnet.

### Zweibahnige Regelquerschnitte
RQ 20 (Breite der befestigten Fläche beträgt 2 × 7,5 Meter)
Sparquerschnitt für überlastete Landstraßen, jedoch bei weitem nicht so leistungsfähig wie Autobahnquerschnitt, da kein Seitenstreifen und geringere Fahrstreifenbreiten. Bis zu 30.000 Fahrzeuge, davon 4500 Lkw pro Tag möglich.

RQ 26 (Breite der befestigten Fläche beträgt 2 × 10 Meter)
Querschnitt für gering belastete Autobahnen und Stadtautobahnen bei beengten Platzverhältnissen. Leistungsfähigkeit liegt zwischen 20.000 und 60.000 Fahrzeuge pro Tag.

In den RAA durch den RQ 28 ersetzt. Unterschied zum RQ 26: jeweils 0,5 m breitere Seitenstreifen und 1 m breiterer Mittelstreifen.
RQ 29,5 (Breite der befestigten Fläche beträgt 2 × 11,5 Meter)
Standardquerschnitt für Autobahnen mit vier Fahrstreifen. Kapazität bis zu 70.000 Fahrzeuge pro Tag.

In den RAA durch den RQ 31 ersetzt. Unterschied zum RQ 29,5: jeweils 0,5 m breitere Seiten- und Mittelstreifen.
RQ 33 (Breite der befestigten Fläche beträgt 2 × 13,5 Meter)
Etwas schmaler als RQ 35,5 und daher für sechsstreifige Autobahnabschnitte mit geringem Lkw-Anteil gedacht. Bis zu 80.000 Fahrzeuge pro Tag und mehr möglich.

In den RAA ersatzlos gestrichen.
RQ 35,5 (Breite der befestigten Fläche beträgt 2 × 14,5 Meter)
Zweibahnige, sechsstreifige Autobahn für höchstbelastete Autobahnstrecken. Geeignet für den Bereich zwischen 50.000 und 100.000 Fahrzeuge pro Tag und hohem Lkw-Anteil.

In den RAA durch den RQ 36 ersetzt. Unterschied zum RQ 35,5: 0,5 m breiterer Mittelstreifen.